# Cozuelos de Fuentidueña
Cozuelos de Fuentidueña è un comune spagnolo di 188 abitanti situato nella comunità autonoma di Castiglia e León.